# Anwaltsrecht
Das Anwaltsrecht ist – zusammenfassend – ein relativ neues Rechtsgebiet, das sich mit allen rechtswissenschaftlichen Problemen der Berufsausbildung, der Zulassung zum Anwaltsberuf, dessen Organisation, dessen Berufs- und Standesrecht und den Verordnungen zur Berufsausübung und Gebührenerhebung der Anwaltschaft befasst. Es ist jeweils landesspezifisch, in vielen Ländern auch noch bundeslandsbezogen ausgeprägt und kodifiziert, darüber hinaus berücksichtigt es auch europarechtliche und internationalrechtliche Inhalte.

## Geschichte
In den meisten Ländern ist oder war die Ausbildung der Juristen auf den Beruf des Richters bezogen. Der Staat als Gerichtsherr hatte vor allem daran ein Interesse. Lehrinhalte, die sich auf Tätigkeiten in der Wirtschaft oder der (staatlichen) Verwaltung bezogen, fanden nur allmählich Eingang in die Ausbildung an den Universitäten oder als Prüfungsfächer in den Examina. Meist blieben sie auf die praktische Ausbildung nach dem Studium beschränkt oder waren völlig auf ein Erlernen durch Praxiserfahrung im Beruf beschränkt. Dies traf in besonderem Maße auch auf die Berufsperspektive Rechtsanwalt zu.
Der Deutsche Anwaltverein (DAV) schlug sogar eine getrennte praktische Ausbildung für Anwälte vor. Nachdem die Anwaltstätigkeit in den 1980er Jahren in begrenztem Umfang in den Prüfungskanon des zweiten Staatsexamens Eingang gefunden und auch die praktische Ausbildung beim Anwalt einen höheren Stellenwert gefunden hatte, führte der Rektor der Universität zu Köln, der Arbeits- und Sozialrechtler Peter Hanau, 1987 erste Gespräche mit Vertretern des DAV über die Gründung eines ersten deutschen Instituts für Anwaltsrecht. Zum Sommersemester des Folgejahres wurde zuerst am 13. April der Förderverein für das neu einzurichtende Institut gegründet, gleichzeitig beschloss die Fakultät die Gründung des Instituts als mit der Universität verbundenes aber unabhängiges Institut an der Universität, der in Deutschland ersten Forschungseinrichtung ihrer Art. Mit dem Aufbau wurden der Verfahrensrechtler Hanns Prütting (geschäftsführend), der Strafrechtler Günter Kohlmann und der Staatsrechtler Karl Heinrich Friauf beauftragt. Die feierliche Eröffnung des vorerst noch virtuellen Instituts fand in Anwesenheit des Bundesministers der Justiz, Hans A. Engelhard, am 13. Januar 1989 statt.
Mit Beginn des Sommersemesters, am 1. April 1989, konnten Räumlichkeiten in unmittelbarer Nähe zu Amts- und Landgericht sowie der Staatsanwaltschaft bezogen werden. Die Auseinandersetzung mit dem Anwaltsrecht wurde auf der ersten Tagung mit dem Thema Die Entwicklung der Anwaltschaft an der Schwelle des Europäischen Binnenmarktes und einem Festvortrag des damaligen Präsidenten des Deutschen Anwaltvereins, Erhard Senninger, aufgenommen und das erste Seminar zum Anwaltsrecht, gehalten von Professor Prütting, angeboten. Die erste Vorlesung fand im folgenden Wintersemester statt. Zwei Jahre dauerte es, bis zu Beginn des Wintersemesters 1991/92 die neu geschaffene Professur für Bürgerliches Recht, Arbeitsrecht und Wirtschaftsrecht sowie Anwaltsrecht mit Martin Henssler, bislang Universität Heidelberg, besetzt werden konnte. Dieser übernahm in der Folge auch die Geschäftsführung. Das Institut wird seit Beginn auch von der Hans-Soldan-Stiftung unterstützt, die inzwischen beim Aufbau von bundesweit insgesamt zwölf Instituten für Anwaltsrecht an deutschen Universitäten mitgeholfen hat.

## Institute in Deutschland
Es gibt in Deutschland zwölf Institute – meist wie in Köln als An-Institute der Hochschule verbunden. Zehn hiervon werden vom Deutschen Anwaltverein geführt. Die nächste Gründung nach Köln erfolgte erst 1995 an der Ludwig-Maximilians-Universität München. 2009 wurde ein weiteres anwaltsrechtliches Institut mit dem Aufbau-Fernstudiengang Anwaltsrecht und Anwaltspraxis und dem Abschluss LL.M. an der Fernuniversität Hagen eingerichtet. Es folgten die Universität Leipzig und die Universität des Saarlandes. An einigen Hochschulen wird das Anwaltsrecht von ähnlichen Instituten angeboten, so z. B. an der Westfälischen Wilhelms-Universität Münster vom Institut für Wirtschaftsrecht.

## Inhalt
Die anwaltsrechtlichen Vorschriften finden sich vor allem in den Gesetzen Bundesrechtsanwaltsordnung (BRAO) und Rechtsanwaltsvergütungsgesetz (RVG) sowie in den von der Bundesrechtsanwaltskammer erlassenen Satzungen Berufsordnung für Rechtsanwälte (BORA) und Fachanwaltsordnung (FAO).